# 岐阜県道442号白草山公園線
岐阜県道442号白草山公園線（ぎふけんどう442ごう しらくさやまこうえんせん）は、岐阜県下呂市内を通る一般県道である。

## 概要

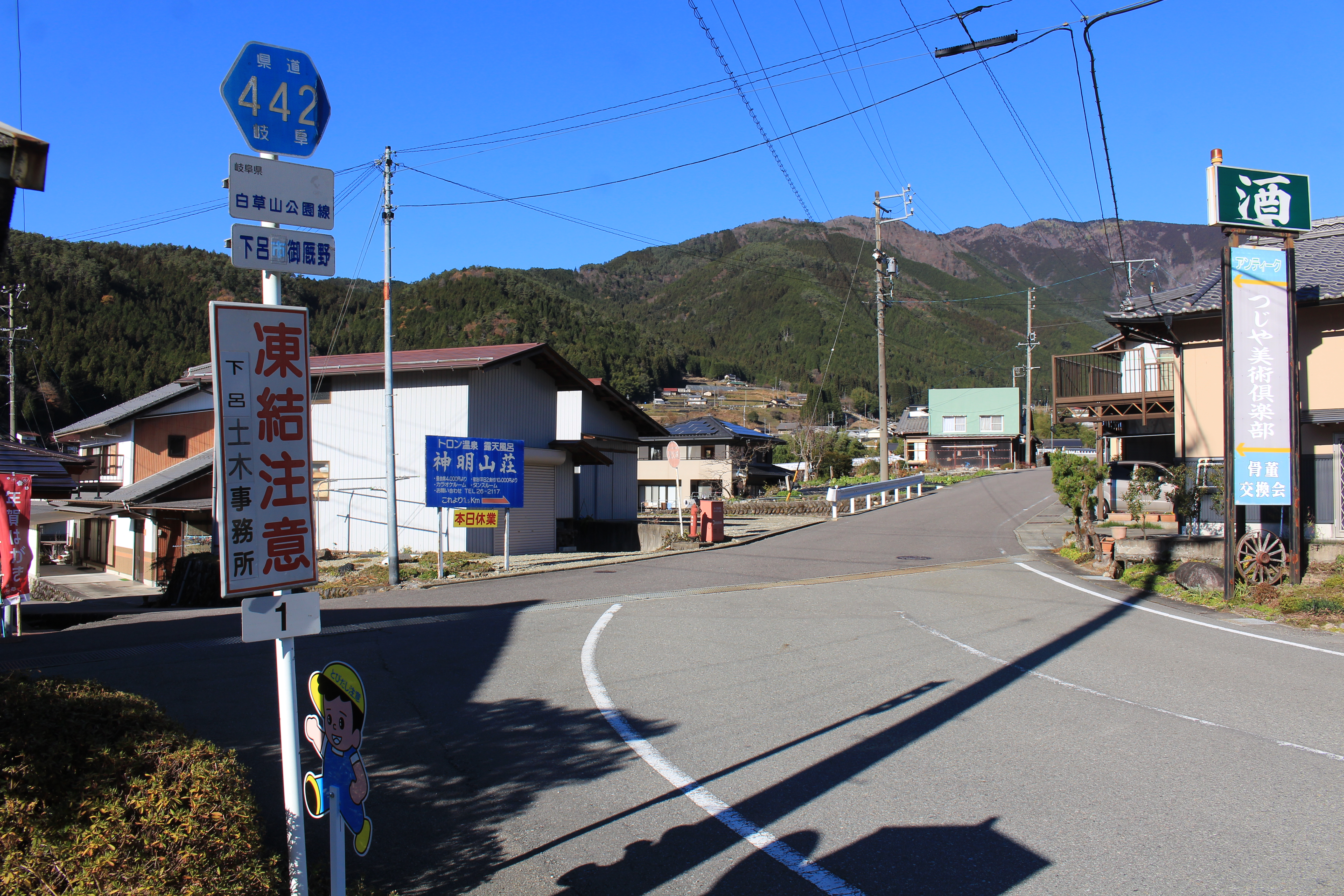
終点の国道257号との交点付近、下呂市御厩野（みまやの）

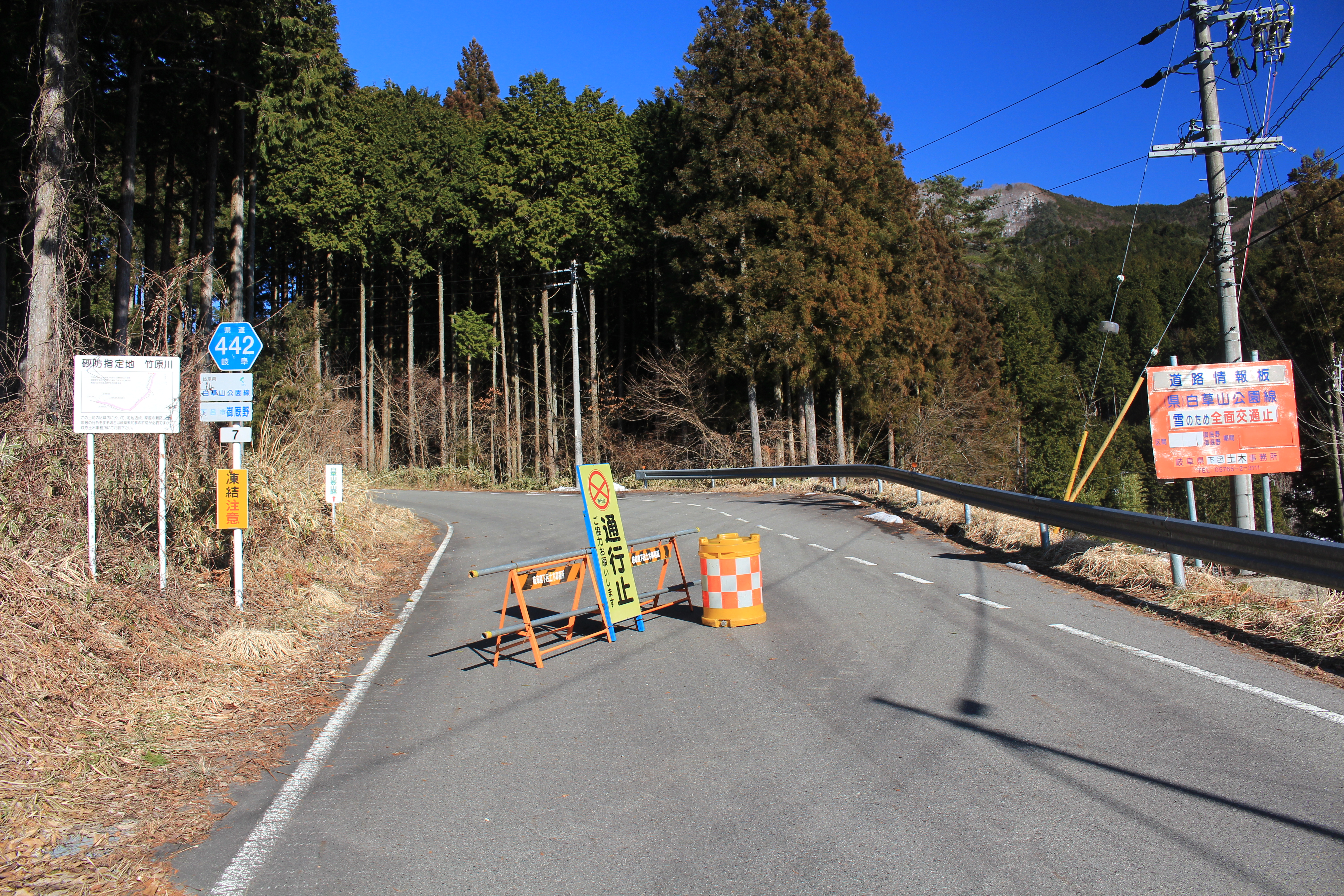
下呂市御厩野の集落上端付近から先は積雪期に全面通行止めとなる

### 路線データ
- 起点：岐阜県下呂市御厩野（白草山公園）
- 終点：岐阜県下呂市御厩野（国道257号交点）

## 沿革
- 1977年（昭和52年）2月27日 ： 認定[1]

## 地理

### 通過する自治体
- 岐阜県
  - 下呂市

### 接続する道路
- 国道257号（下呂市御厩野）

### 周辺

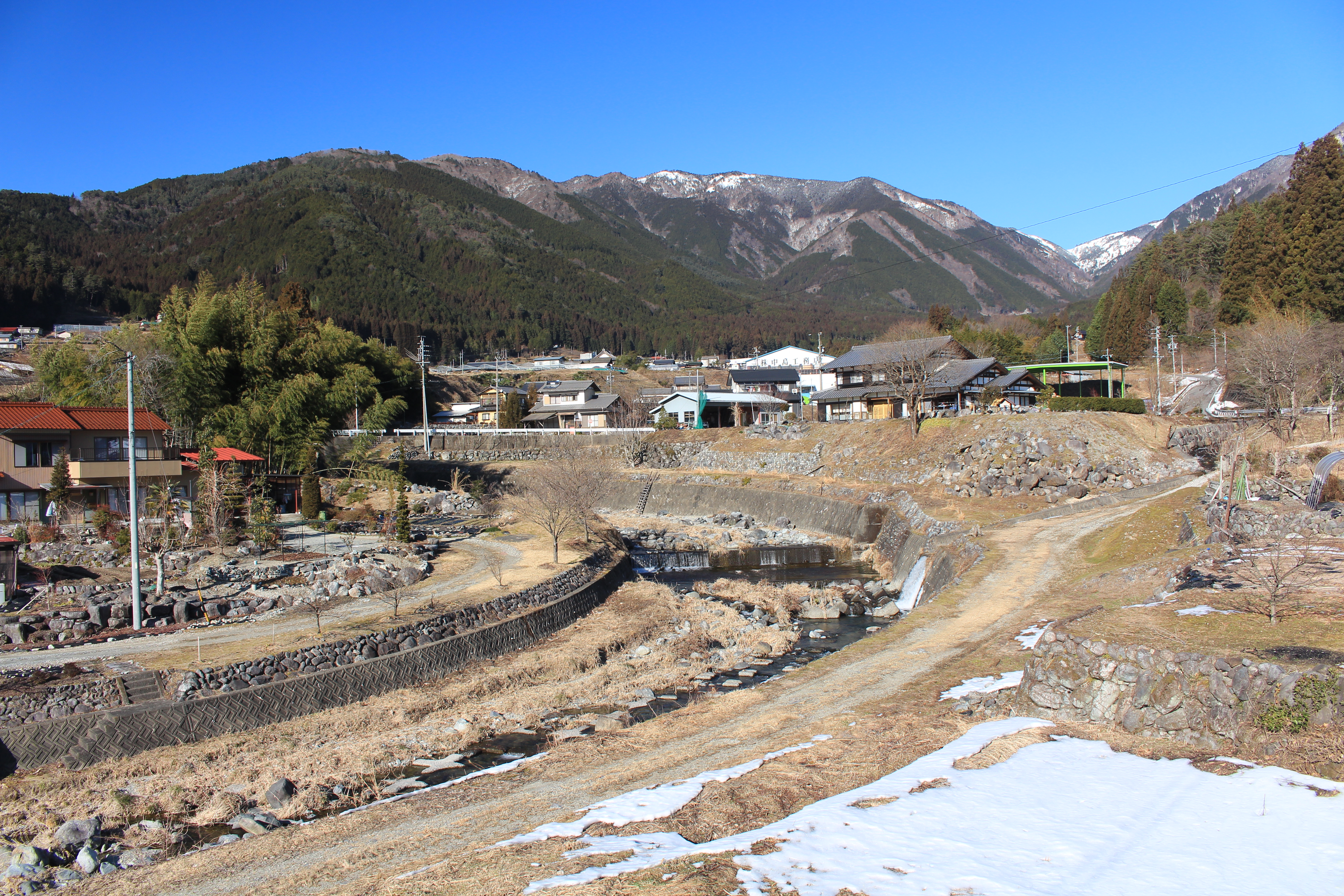
南麓（下呂市御厩野）の岐阜県道442号白草山公園線から望む白草山と竹原川（飛騨川の支流）

白草山の登山道の御厩野ルートへのアクセス道路として利用されることがある。
- 白草山
- 竹原川（飛騨川の支流）
- 拝殿山
- 三国山